# Geissaspis
Geissaspis é um género botânico pertencente à família Fabaceae.
É composto por 47 espécies descritas e destas 4 são aceites.
O género fuoi descrito por Wigth & Arn. e publicado em Prodromus Florae Peninsulae Indiae Orientalis 217. 1834.
Trata-se de um género reconhecido pelo sistema de classificação filogenética Angiosperm Phylogeny Website.

## Espécies
As espécies aceites neste género são:
- Geissaspis cristata Wight & Arn.
- Geissaspis keilii De Wild.
- Geissaspis psittacorhyncha (Webb) Taub.
- Geissaspis tenella Benth.